# Leonhardskirche (Basel)

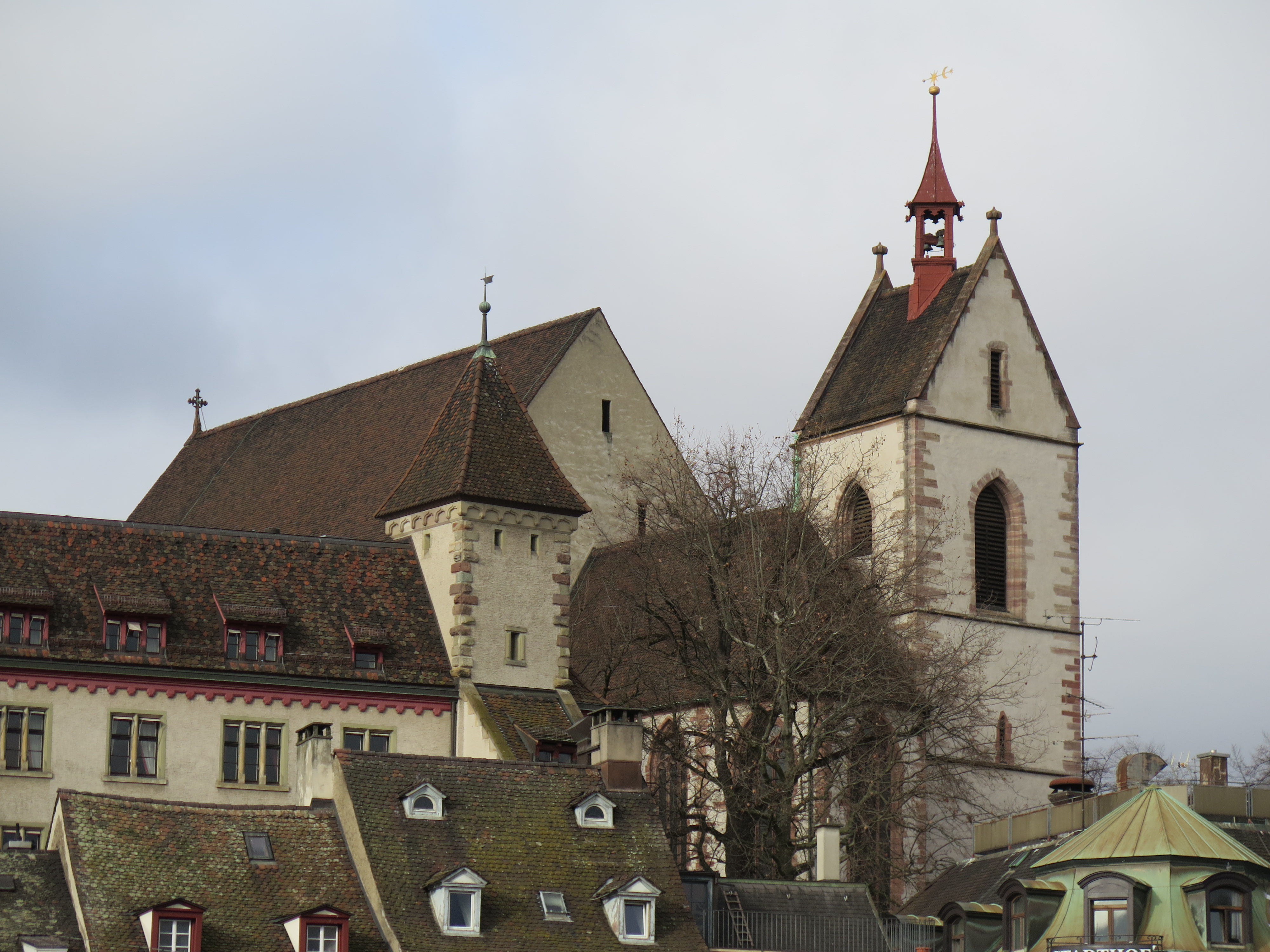
Leonhardskirche Basel, vom Barfüsserplatz aus

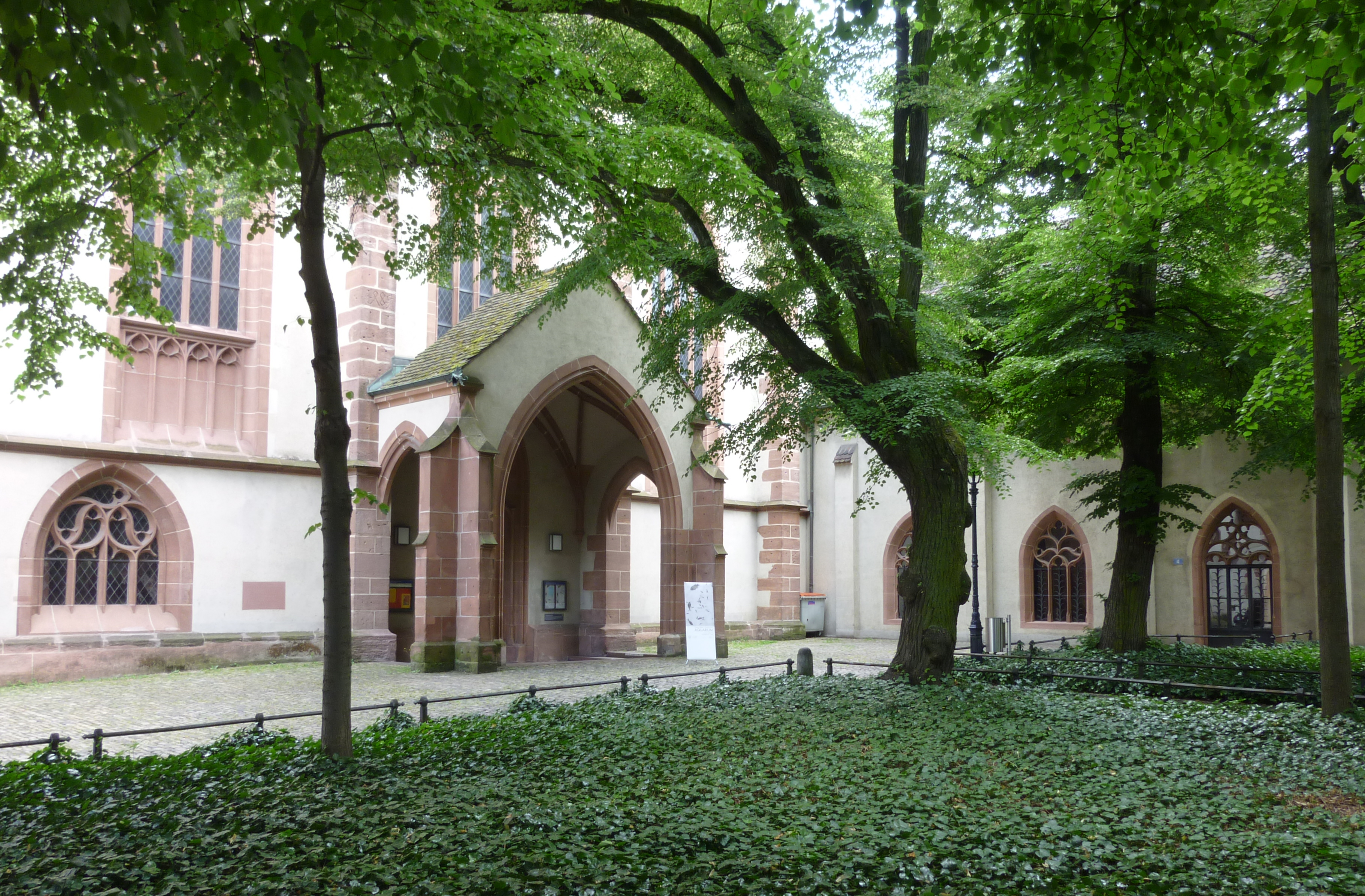
Eingangsportal der Leonhardskirche

Die Leonhardskirche ist eine evangelisch-reformierte Kirche in der Stadt Basel. Die gotische Stadt- und Stiftskirche ist dem heiligen Leonhard geweiht und steht in der Grossbasler Altstadt am Leonhardskirchplatz. 

## Lage
Vom alten Stadtkern zur Kirche führt über zahlreiche Treppenstufen der Leonhardsberg. Die Kirche liegt auf einem Hügelsporn des Basler Westplateaus, 17 Meter über dem Barfüsserplatz. Sie war eingebunden in die Befestigungsanlage des inneren Mauerrings vom 12. Jahrhundert, was noch heute an der sparsam gegliederten riesigen Westwand zu erkennen ist.

## Geschichte
Wann die ersten Steine für eine Kirche St. Leonhard gelegt wurden, ist nicht bekannt. Bezeugt ist der Bau einer dreischiffigen romanischen Basilika, der um das Jahr 1080 begonnen und 1118 geweiht wurde. Von diesem Bau existiert heute die Krypta mit einigen Wandmalereien aus dem 12. Jahrhundert und Gräber aus dieser Zeit.
Im Jahr 1135 wurde der Pfarrkirche ein Augustiner-Chorherren-Stift angeschlossen und viele neue Bauten machten das Kloster zu einem umfangreichen Gebäudekomplex. 
Das Basler Erdbeben von 1356 zerstörte einen Grossteil der Kirche und der Klostergebäude. Auf den Trümmern der alten Kirche wurde darauf um 1360 eine hochgotische Basilika errichtet. Die Krypta wurde mit einem flach gedeckten Langchor und mit zwei Kapellen (Marienkapelle, Kapelle des Heiligen Theobald) überbaut. Daneben wurde ein Glockenturm errichtet in dem sich ein Tretrad befindet.
Ab dem Jahr 1481 wurde die Kirche in eine dreischiffige gotische Hallenkirche umgebaut und das Kirchenschiff erhielt ein Sterngewölbe. Der Bau ging nur langsam voran. Eine Inschrift an einem Strebepfeiler nennt das Jahr 1492, damals war der Bau noch unfertig. Von 1487 bis zu seinem Tod 1493 war Hans Niesenberger als Baumeister tätig. 1496 übernahm der Baumeister Hans Nussdorf den Bau. Erst 1521 war die Wölbung des Langhauses im Bau.
Die Stadt Basel erwarb am 31. Januar 1525 das Kloster und die Kirche. 1529, während der Reformation wurden die Altäre, Bilder und noch vieles mehr zerstört und die Leonhardskirche wurde neben dem Münster, der Peters- und der Martinskirche eine der vier protestantischen Kirchen der Stadt Basel.

## Aktuell

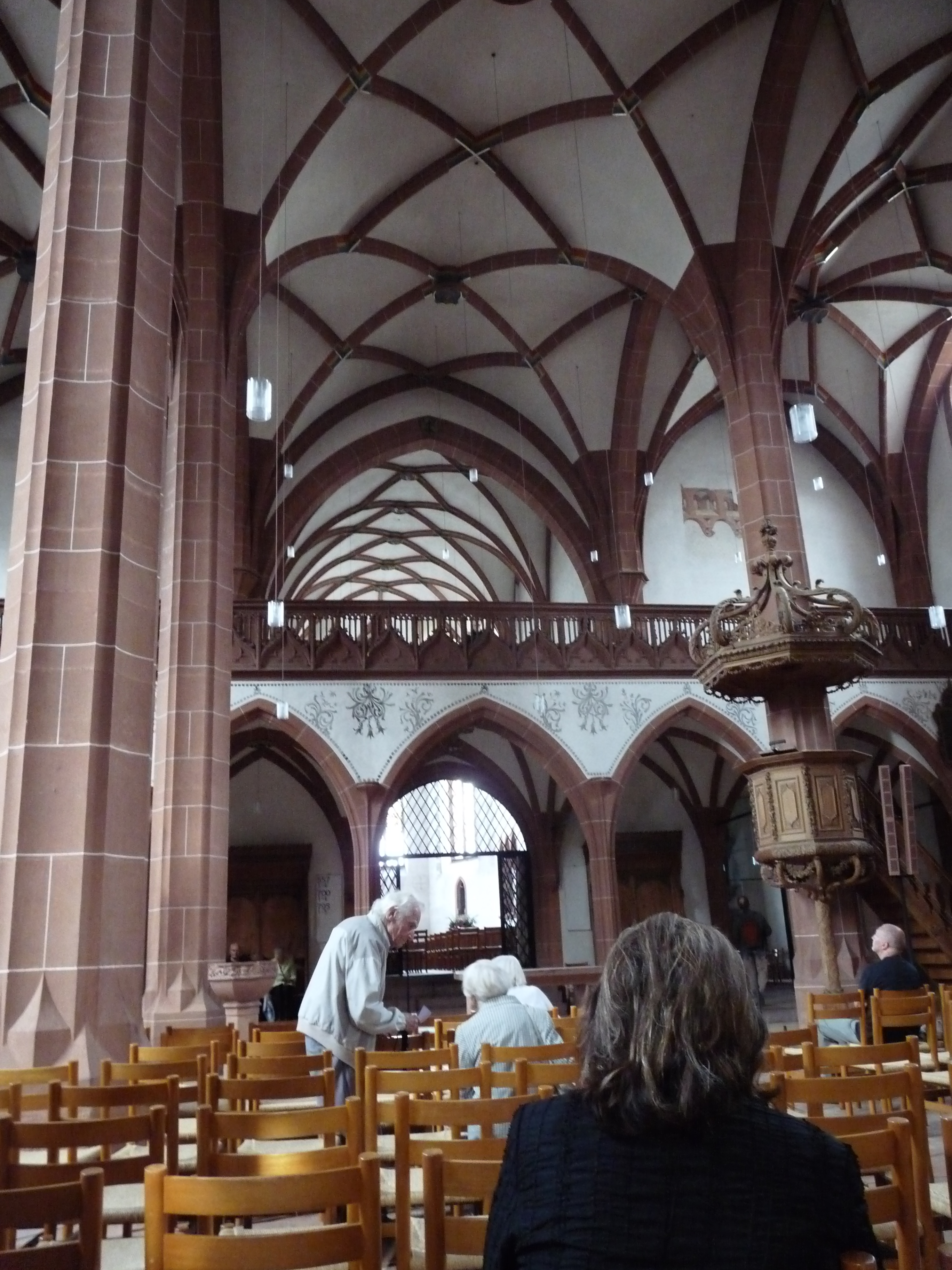
Im Mittelschiff der Kirche

Von den Gebäuden des ehemaligen Klosters ist nur die nördlich anschliessende Friedhofshalle von 1450 übrig geblieben. 
In den Jahren 1964 bis 1968 erfolgten archäologische Untersuchungen und eine Totalsanierung der Leonhardskirche.
Die 1969 eingeweihte Orgel wurde mit der Disposition von 1718/1771 (Andreas Silbermann und Johann Andreas Silbermann) durch Orgelbau Kuhn rekonstruiert. Noch heute fortbestehend ist die 1973 durch Heiner Kühner gegründete Konzertreihe «Orgelspiel am Feierabend».

## Lohnhof
Ab dem Jahr 1668 war der Lohnhof in den ehemaligen Klostergebäuden untergebracht. Dessen Direktor, Vorsteher über das Bauwesen, bezahlte die Löhne an die Handwerker der Stadt, woraus der Name dieses Komplexes abgeleitet ist.
Um 1821 übernahm die Polizei die Klostergebäude und nach einem grossen Umbau wurde das städtische Gefängnis hierhin verlegt. 1995 wurde ein neues Gefängnis gebaut und die ehemaligen Räume wurden umgestaltet. Heute sind hier unter anderem ein Hotel, ein Restaurant, das Musikinstrumentenmuseum sowie ein Kellertheater (Baseldytschi Bihni).